# Comuna Malînîci, Hmelnîțkîi
Malînîci (în ucraineană Малиничі) este o comună în raionul Hmelnîțkîi, regiunea Hmelnîțkîi, Ucraina, formată din satele Kudrînți, Malînîci (reședința) și Rîjulînți.

## Demografie
Componența lingvistică a comunei Malînîci
     Ucraineană (96,85%)
     Rusă (2,31%)
     Alte limbi (0,25%)
Conform recensământului din 2001, majoritatea populației comunei Malînîci era vorbitoare de ucraineană (96,85%), existând în minoritate și vorbitori de rusă (2,31%).